# Баронио, Роберто
Роберто Баронио (итал. Roberto Baronio; род. 11 декабря 1977 или 10 декабря 1977, Манербио, Ломбардия) — итальянский футболист, центральный полузащитник, футбольный тренер.

## Карьера
Роберто Баронио — воспитанник клуба «Брешиа». Он дебютировал в основном составе команды в возрасте 17-ти лет 23 апреля 1995 года в матче чемпионата Италии с «Бари». В 1996 году Баронио перешёл в «Лацио», заплативший за трансфер полузащитника 10 млрд лир. На следующий год он был отдан в аренду в клуб «Виченца», где не смог статьи игроком основного состава.
Возвратившись в «Лацио», Баронио провёл только 7 матчей за клуб и был куплен, вместе с Андреа Пирло за 2,5 млрд лир «Реджиной». Эти два игрока помогли клубу остаться в серии А. После удачного сезона «Лацио» выкупил контракт Баронио за 10 млрд лир. В 2001 году Роберто был отдан в аренду «Фиорентине», за которую провёл 21 матч.
В 2002 году Баронио перешёл в «Перуджу», а на следующий год в «Кьево», за который футболист провёл два сезона и заслужил вызов в состав сборной Италии. Затем Роберто вернулся в «Лацио», но провёл за команду только 7 встреч. Летом 2006 года Баронио перешёл в «Удинезе», проведя в клубе полгода. Зимой он вернулся в «Лацио», надеясь заменить в составе ушедшего Фабио Ливерани, но проиграл конкуренцию Кристиану Ледесме. В том же году ему предложила контракт «Леванте», но Роберто предпочёл остаться в клубе и бороться за место в составе.
1 сентября 2008 года Баронио был арендован «Брешией», в составе которой он закрепился и помог клубу занять 4 место в серии В, благодаря чему «Брешиа» смогла участвовать в матчах за выход в серию А с «Ливорно», проигранных клубом Баронио.
Летом 2009 года Баронио вернулся в «Лацио» и помог клубу выиграть Суперкубок Италии в матче с «Интернационале» (2:1). При тренере клуба Давиде Баллардини Баронио имел твёрдое место в основе команды, но с приходом на пост главного Эдуардо Рейи, Роберто потерял место в основе, уступив его Ледесме.
13 сентября 2010 года на правах свободного агента подписал однолетний контракт с клубом первого дивизиона Лиги Про «Атлетико» (Рим).

## Международная карьера
Международная карьера Баронио началась со сборных до 17 и до 18 лет. С 1995 по 2000 год Роберто играл за команду до 21 года. В 1997 году, в составе сборной до 23 лет, Баронио участвовал в средиземноморских играх, выигранных его командой. В 2000 году Баронио с молодёжной сборной Италии победил на чемпионате Европы.
11 июня 2005 года Баронио дебютировал в составе первой сборной Италии на турнире в США в матче с Эквадором. Это игра осталась для Баронио единственной в составе сборной.

## Личная жизнь
Баронио женат. Супруга — Элизия. У них двое детей — Маттиа (родился в 2005 году) и Ребекка (родилась в августе 2008 года).

## Достижения

### Командные
- Победитель Средиземноморских игр: 1997
- Обладатель Суперкубка Италии: 1998, 2000, 2009
- Обладатель Кубка Кубков: 1999
- Чемпион Европы (до 21 года): 2000

### Личные
- Лучший молодой футболист года в Италии (Оскар дель Кальчо): 2000